# Kral Şakir: Oyun Zamanı
Kral Şakir: Oyun Zamanı es una película animada turca para cines de la serie animada Kral Şakir estrenada el 11 de mayo de 2018. La producción fue vista por casi 350 mil espectadores en los cines turcos y recaudó más de 4 millones de liras.

## Trama
Kral Şakir: Oyun Zamanı se basa en la historia de Şakir y sus seres queridos, quienes fueron teletransportados al mundo de los juegos móviles tras un experimento en un laboratorio.

## Premios
Ganó un premio en la categoría "Mejor Animación" en el Festival Internacional de Cine de Izmir.